# 市道173号 (台湾)
市道173号（しどう173ごう）は、台南市麻豆区から同市七股区九塊厝を結ぶ、全長21.874kmの台湾の市道である。台19線と重複区間がある。

## 通過する自治体
- 台南市
  - 麻豆区
  - 西港区
  - 七股区

## 接続する道路
- 市道176号
- 市道171号
- 台19線
- 台19線
- 台17線
- 台61線（計画中）・市道173甲線

## 施設
- 黎明高級中学
- 安業囯民小学校
- 紀安囯民小学校
- 西港囯民中学校
- 港明高級中学
- 竹橋国民小学校
- 十份インターチェンジ（計画中）

## 支線

### 甲線
市道173号甲線（けんどう173ごうこうせん）は、台南市北門区蘆竹溝から同市七股区九塊厝を結ぶ、全長16.579kmの台湾の市道であり。台61線の側車道がある。

#### 通過する自治体
- 台南市
  - 北門区
  - 将軍区
  - 七股区

#### 接続する道路
- 台61線（インターチェンジ）・市道174号
- 将軍渓橋
- 台61線（インターチェンジ）
- 台61線（インターチェンジ）・県道176号
- 台61線（計画中）・県道173号

#### 施設
- 三寮湾インターチェンジ
- 将軍インターチェンジ
- 七股インターチェンジ
- 十份インターチェンジ（計画中）

## 歴史
市道173号はもともと、県道173号の名称で当初は塩水区までの路線だった。後に塩水区から麻豆までの区間が県道177号線（現在の市道177号線）とともに台19甲線に再編され、県道173号の起点も麻豆に改められた。2013年に県道173号線、県道173甲線はそれぞれ市道173号線、市道173号甲線に改められた。

## 沿線の風景

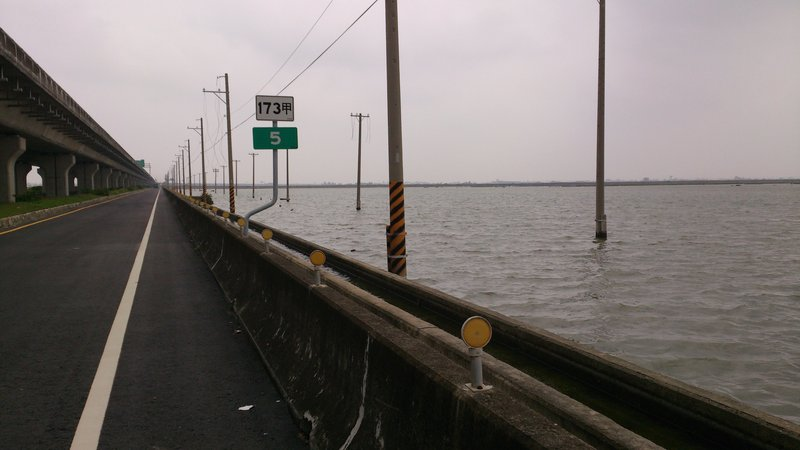
市道173甲線5km地点